# Gruczołowiec niebieskopręgi
Gruczołowiec niebieskopręgi (Mimagoniates barberi) – gatunek słodkowodnej ryby z rodziny kąsaczowatych (Characidae). Często bywa hodowana jako ryba akwariowa.

## Występowanie
Zaobserwowano ją na terenie Paragwaju i Brazylii.

## Wygląd
Długość około 3,5 cm. Gruczołowiec niebieskopręgi jest typowym przedstawicielem kąsaczowatych i nie różni się zbytnio kształtem i rozmieszczeniem płetw od innych gatunków z tej rodziny. Budowę ma dosyć kruchą i drobną, miejscami ciało jest przeźroczyste, z miedziano metalicznym połyskiem. Przez całą długość ciała przebiega po boku czarny pas, nie kończący się u nasady płetwy ogonowej. Ryba towarzyska, żwawa.

### Środowisko i warunki hodowli
Miękka, lekko kwaśna, przefiltrowana przez torf woda o temperaturze 20–27 °C, preferuje odczyn lekko kwaśny lub obojętny (pH 5,5–7,5). Przebywa stadnie w wolnej toni wodnej. Lubi gęstą roślinność i korzenie. Wymaga regularnej wymiany wody na świeżą, odstałą.

### Pokarm
Jest gatunkiem wszystkożernym. Przede wszystkim drobny, żywy, ale także suchy.

### Rozmnażanie
Samica składa ikrę na roślinach lub bezpośrednio pod nimi. 